# Вестергест
Вестергест (нід. Westergeest, фриз. Westergeast) — село в нідерландській провінції Фрисландія. Входить до муніципалітету Північно-Східна Фрисландія.
Його площа становить 9,83 км², а населення станом на 2021 рік складало 610 осіб.

## Галерея

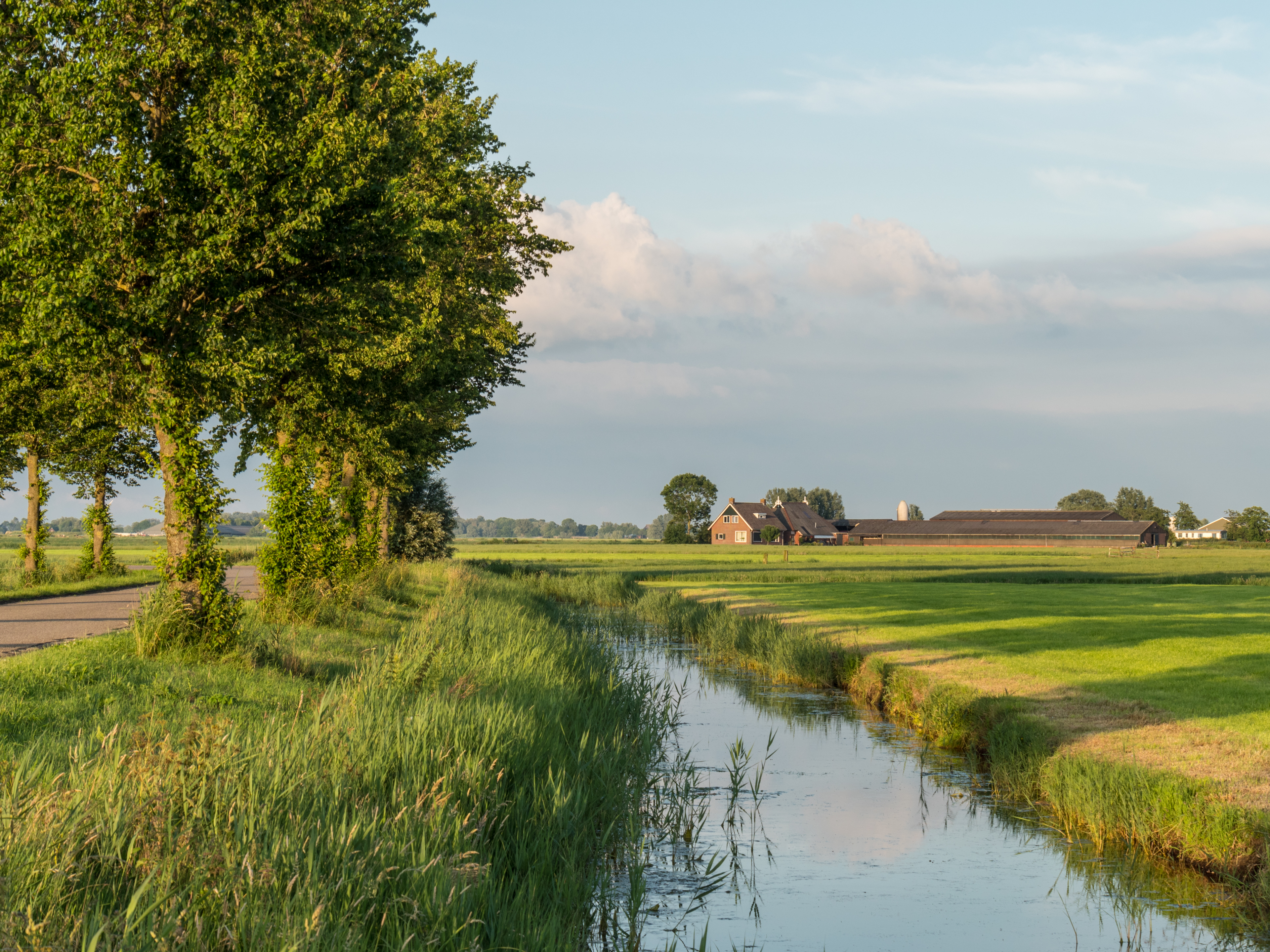
Пейзаж поблизу села
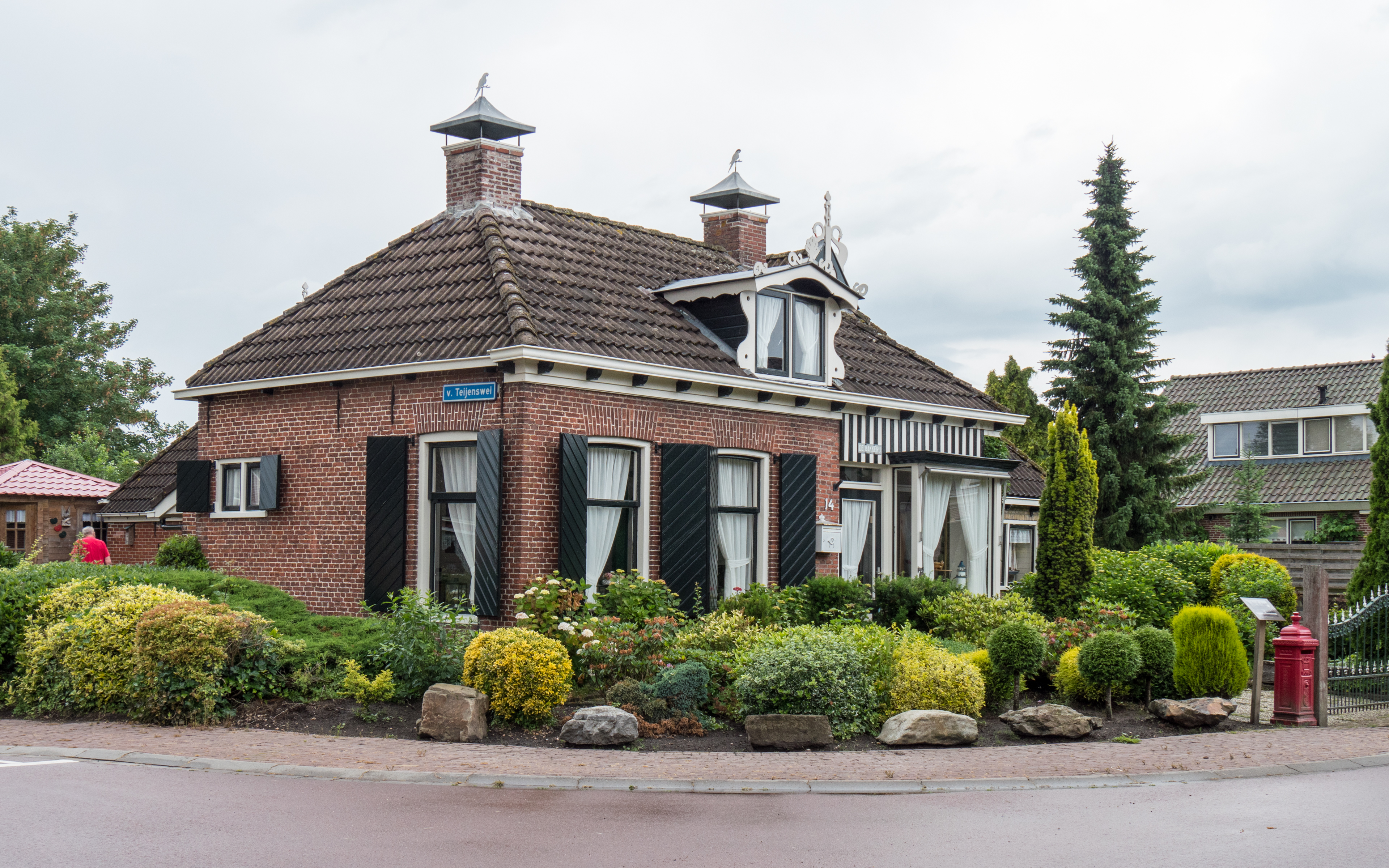
Будинок у Вестергесті
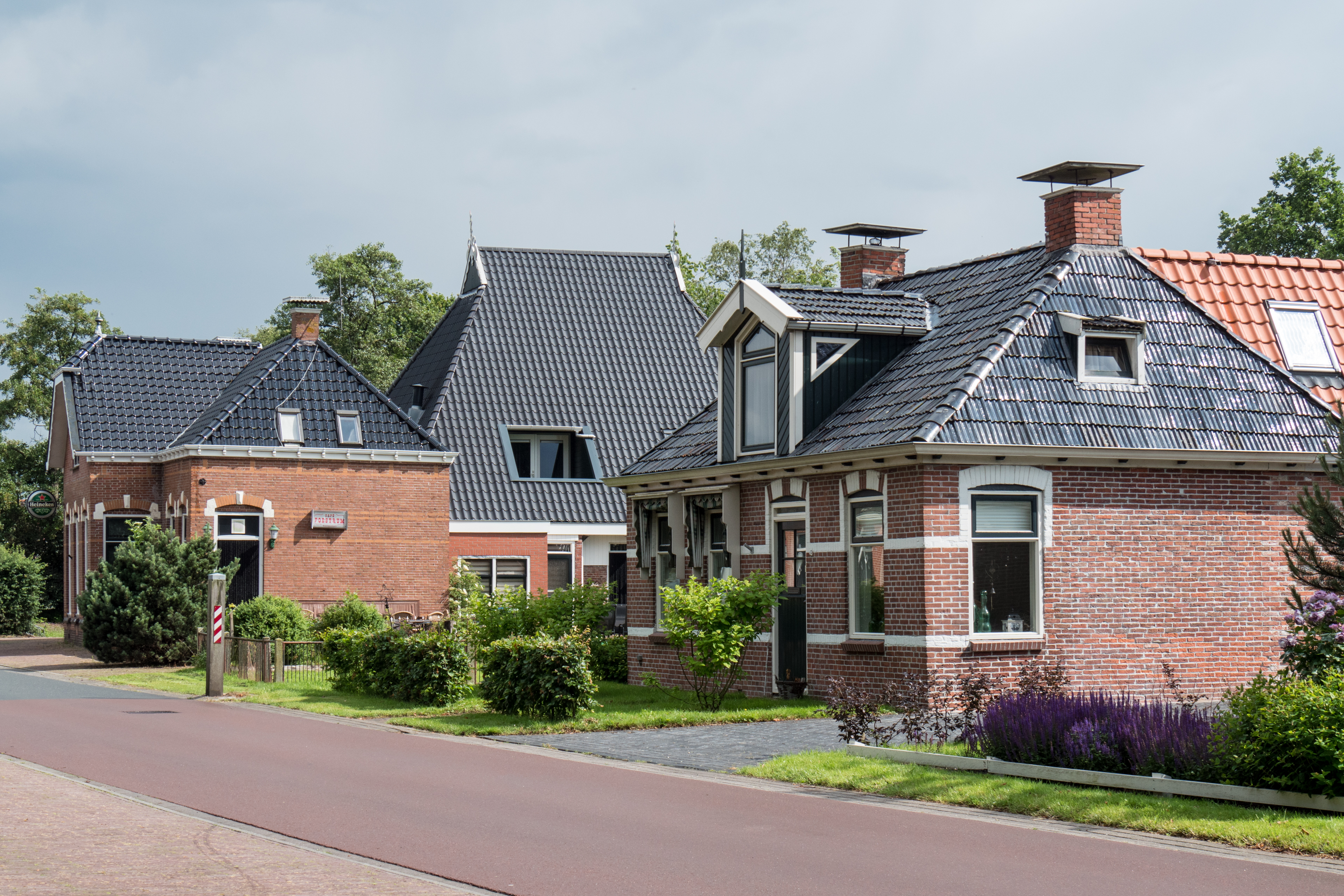
Вулична панорама
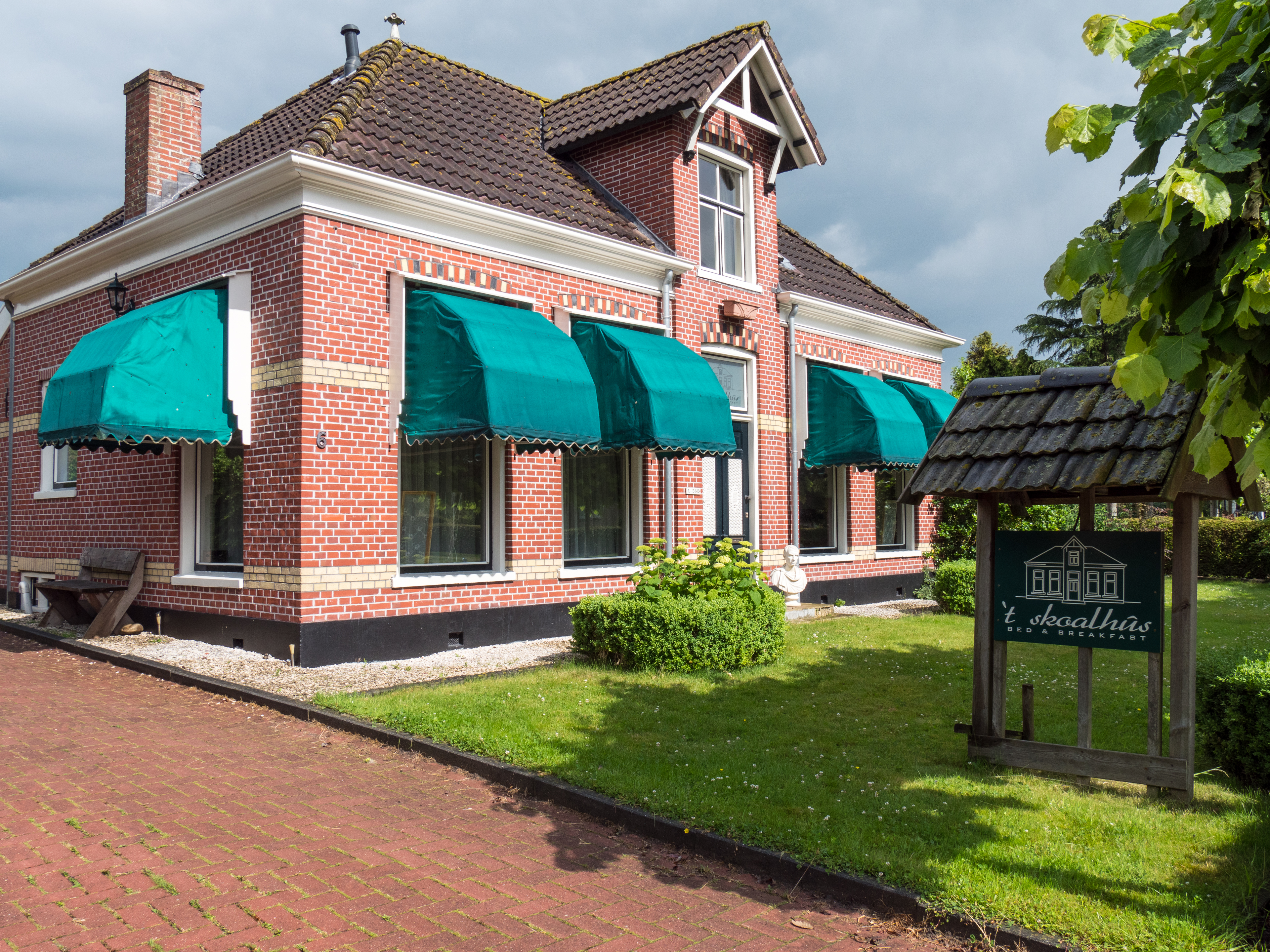
Гостьовий будинок у селі